# Бойчук, Александр Григорьевич
Александр Григорьевич Бойчук (5 июля 1952, Москва) — бывший фигурист из СССР, бронзовый призёр чемпионата СССР 1974 года в танцах на льду.
Мастер спорта СССР. Выступал с Светланой Алексеевой. Окончил ГЦОЛИФК в 1974 году. Работал тренером. Бывшие ученики: Елена Рябчук, Станислав Захаров.

## Спортивные достижения
| Соревнования/Сезоны              | 1969—1970 | 1970—1971 | 1971—1972 | 1972—1973 | 1973—1974 |
| -------------------------------- | --------- | --------- | --------- | --------- | --------- |
| Чемпионаты СССР                  | 4         |           |           | 4         | 3         |
| Приз газеты «Московские новости» |           |           |           | 3         |           |